# Amaurobius jugorum
Espèce
Synonymes
- Amaurobius torvus Thorell, 1875
- Amaurobius koponeni Marusik, Ballarin & Omelko, 2012

Amaurobius jugorum est une espèce d'araignées aranéomorphes de la famille des Amaurobiidae.

## Distribution
Cette espèce se rencontre en Europe.

## Description
Le mâle mesure 6 mm et la femelle 14 mm.

## Publication originale
- L. Koch, 1868 : Die Arachnidengattungen Amaurobius, Coelotes and Cybaeus. Abhandlungen der Naturhistorischen Gesellschaft zu Nürnberg, vol. 4, p. 1-52 (texte intégral).